# 人生はいたずら
『人生はいたずら』（原題： Playing Possum）は、アメリカ合衆国のシンガーソングライター、カーリー・サイモンが1975年に発表した5作目のスタジオ・アルバム。

## 背景
「モア&モア」はマック・レベナック（ドクター・ジョン）とアルヴィン・ロビンソンが提供した曲で、この曲のレコーディングにはドクター・ジョンとロビンソンに加えジェフ・バクスター、リンゴ・スター等のプレイヤーも参加した。サイモン自身は本作からの第1弾シングルとして「スレイヴ」を推していたが、最終的にはレーベルの判断により「ダンスにうかれて」が第1弾シングルとなった。

## 反響・評価
アメリカのBillboard 200では10位に達し、自身3作目の全米トップ10アルバムとなった。本作からのシングルは「ダンスにうかれて」が全米21位、「ウォーターフォール」が全米78位、「モア&モア」が全米94位を記録した。1975年6月25日に発売された日本盤LP (P-8567)は、オリコンLPチャートで70位に達した。
William Ruhlmannはオールミュージックにおいて5点満点中3点を付け「キャリアにおいて勢いのあった時期の全米トップ10アルバムとはいえ、カーリー・サイモンの5作目のアルバム『人生はいたずら』は、創造性という意味では沈滞した」と評している。
ジャケットの写真はノーマン・シーフ（Norman Seeff）が撮影した。アメリカのウェブサイトnerve.comが2012年に選出した「最もセクシーなアルバム・カヴァー25」で23位にランク・インした。

## 収録曲
特記なき楽曲はカーリー・サイモン作。
Side 1
1. 嵐が去って - "After the Storm" - 2:49
2. 愛の街並み - "Love Out in the Street" - 3:42
3. 瞳を見つめて - "Look Me in the Eyes" - 3:36
4. モア&モア - "More and More" (Mac Rebennack, Alvin Robinson) - 4:04
5. スレイヴ - "Slave" (Carly Simon, Jacob Brackman) - 3:56

Side 2
1. ダンスにうかれて - "Attitude Dancing" (C. Simon, J. Brackman) - 3:53
2. サンズ・オブ・サマー - "Sons of Summer" (Bill Mernit) - 3:08
3. ウォーターフォール - "Waterfall" - 3:33
4. アー・ユー・ティックリッシュ - "Are You Ticklish" - 2:28
5. 人生はいたずら - "Playing Possum" - 3:57

## 参加ミュージシャン
- カーリー・サイモン - ボーカル、ピアノ、アコースティック・ギター、アレンジ
- ジェームス・テイラー - アコースティック・ギター(#3, #5, #8)、バックグラウンド・ボーカル(#8, #10)
- リー・リトナー - エレクトリック・ギター(#1, #5, #8)、マンドリン(#5)
- アルヴィン・ロビンソン - ギター(#4)
- ジェフ・バクスター - ギター(#4)
- スニーキー・ピート - ペダル・スティール(#10)
- ビリー・マーニット - ピアノ(#2, #7)
- ドクター・ジョン - ピアノ(#4)
- ジェームズ・ニュートン・ハワード - エレクトリックピアノ(#3)、アープ・シンセサイザー(#3)
- クラウス・フォアマン - ベース(#1, #4)
- ウィリー・ウィークス - ベース(#2, #6, #10)
- リー・スカラー - ベース(#5, #8)
- ジョー・モンドラゴン - ベース(#9)
- アンドリュー・ゴールド - ドラムス(#1, #10)、ギター(#2, #6)、タンブリン(#2)、アコースティック・ギター(#10)
- アンディ・ニューマーク - ドラムス(#2)
- リンゴ・スター - ドラムス(#4)
- ラス・カンケル - ドラムス(#5, #8)
- ジム・ゴードン - ドラムス(#6)
- アーヴ・コトラー - ドラムス(#9)
- アラン・エステス - パーカッション(#1, #3)
- エミル・リチャーズ - パーカッション(#2)
- フレディ・シュテール - パーカッション(#4)
- リチャード・ペリー - タンブリン(#4)
- エディ・ボンゴ - コンガ(#6)
- トレヴァー・ローレンス - アルト・サックス(#1)
- ロン・ヴァン・イートン - クラリネット(#8)、シタール(#10)
- デレク・ヴァン・イートン - フルート(#8)
- トミー・モーガン - ハーモニカ(#10)
- ヴィニ・ポンシア - バックグラウンド・ボーカル(#1, #3)
- リタ・クーリッジ - バックグラウンド・ボーカル(#2, #5)
- クライディ・キング - バックグラウンド・ボーカル(#2, #5)
- ロドニー・リッチモンド - バックグラウンド・ボーカル(#2)
- マキシン・ウィラード - バックグラウンド・ボーカル(#4)
- ジュリア・ティルマン - バックグラウンド・ボーカル(#4)
- キャロリン・ウィルス - バックグラウンド・ボーカル(#4)
- キャロル・キング - バックグラウンド・ボーカル(#6)
- アビゲイル・ヘイネス - バックグラウンド・ボーカル(#6)
- ケニー・ムーア - バックグラウンド・ボーカル(#6)
- ペリー・ボトキン・ジュニア - オーケストレーション、アレンジ
- ポール・ライザー - アレンジ